# Seekirche
De Meerkerk van het Heilig Kruis (Duits: Seekirche Heiliges Kreuz, ter plaatse ook Seekirchl of Heiligkreuzkirche) is een schilderachtig kerkgebouw aan de rand van de Oostenrijkse plaats Seefeld in Tirol. De kerk is een beschermd monument. 

## Geschiedenis
De kerk werd gebouwd als votiefkerk voor het miraculeuze kruis. Aartshertog Leopold V nam het initiatief tot de bouw van de kerk in 1629. Het vroegbarokke kerkgebouw werd door bouwmeester Christoph Gumpp voltooid in 1666. Na de bouw werd de kerk een veel bezocht bedevaartsoord.
Vroeger stond de kerk op een eiland midden in een door hertog Sigismund aangelegd meer. De kerk was te bereiken via een voetgangersbrug. In 1808 werd het meer drooggelegd met de bedoeling om er op het vrijgekomen land voor de plaatselijke bierbrouwerij gerst te verbouwen. Het kwam er echter nooit van, omdat de bodem naderhand niet geschikt bleek.

## Architectuur
Het gebouw betreft een achthoekige centraalbouw met een aangesloten koor, gevolgd door de sacristie en daarachter de toren. De centraalbouw wordt bekroond met een grote koepel, die wordt afgesloten met een lantaarn.

## Interieur
De rijk versierde houten deur van het kerkgebouw stamt uit de periode 1630-1650. De kerk wordt door een smeedijzeren hek in renaissancestijl van een kleine voorruimte gescheiden.
Het kerkgebouw kent drie altaren. Het centrale Heilig Kruisaltaar toont het miraculeuze kruis uit het begin van de 16e eeuw. In een cartouche boven het diep voorover hangende hoofd van het levensgrote corpus staan de woorden Dieser nimt die Sinder auf - Luc.15 en het jaartal 1768. Het haar van het corpus is overigens echt mensenhaar. Het tabernakel toont een beeld van Onze-Lieve-Vrouw van Smarten. Het rococoaltaar werd, net als de beide zijaltaren, gebouwd door Hans Greuter en ingewijd door prins-bisschop Kaspar Ignaz von Künigl van het bisdom Brixen.
Ook de beide zijaltaren werden aan het Heilig Kruis gewijd. In het linker zijaltaar is een schilderij van de Heilige Kruisvinding door Sint-Helena ingebracht. Onder het schilderij bevindt zich het witgeschilderde houten beeld van Petrus met voor hem de vergulde sleutels. Het schilderij van het rechter aan de Kruisverheffing gewijde altaar stelt keizer Herakleios voor bij de poort van Jeruzalem, die het kruis, nadat het eerder in 614 werd weggenomen, in 629 terugbrengt en het weer op Golgotha laat oprichten. Net als bij het linker zijaltaar bevindt zich ook hier een beeld onder het schilderij, namelijk dat van de heilige Helena. Beide schilderijen van de zijaltaren werden in 1771 geschilderd door Josef Anton Puellacher.
De twee fresco's in de kerk hebben betrekking op legenden, waarin het miraculeuze Kruis een centrale rol speelt. Hans Schor de Oudere schilderde in 1635 de acht engelen in de koepel, met in hun handen de lijdens werktuigen van Christus. In de lantaarn bevinden zich nog eens vier engelen, of deze door dezelfde kunstenaar werden geschilderd is aannemelijk, maar niet zeker.
De bidstoelen dateren uit de 2e helft van de 18e eeuw.